# Музей кобзарского искусства (Переяслав)
Музей кобзарского искусства (укр. Музей кобзарського мистецтва) — музей в городе Переяслав Киевской области, который открылся в 1989 году. Экспонаты музея рассказывают о жизни кобзарей в Украине и музыкальных инструментах, которые были неотъемлемой частью их деятельности. Этот музей — единственный в мире музей, посвященный кобзарству.

## История
В 1989 году в Переяславе открылся Музей кобзарского искусства. Экспозиция музея разместилась в доме 1903 года (по другим данным — 1904 года) постройки. Музей открылся в период, когда проходило празднование 175-летия со дня рождения Т. Г. Шевченко.
В помещении музея выставлены портреты известных украинских кобзарей, в том числе и тех, которые жили на территории Переяславщины. Здесь можно увидеть их книги, предметы быта, и музыкальные инструменты, которые они использовали, в частности гусли, бандуры, кобзы.
По экспонатам музея можно отследить историю зарождения и развития кобзарского движения на территории Украины. В музее хранится редкое издание «Слова о полку Игореве», иллюстрации к которому делал мастер Иван Голиков. Среди экспонатов музея музыкальные инструменты, найденные во время проведения раскопок и датированные XI—XIII веками: свистульки, бубенчики. В витринах музея экспонируются гусли, лютни, бандуры, иконы, библия, лампада, датированная XVII веком. Здесь же размещены два панно, выполненные художником Ю. Г. Легеньким: «Пути кобзарей — пути народа» и «Дума — это душа народа». На панно воссоздано генеалогическое древо кобзарства. Среди экспонатов музея — кобза с 20 струнами, изготовленная в XVIII веке.
Один из известных экспонатов Музея кобзарского искусства — бандура XIX века, которая принадлежала харьковскому кобзарю Гнату Гончаренко, бандура Григория Бажулы, который эмигрировал в Австралию, и его портрет. Всего среди экспонатов музея — 26 бандур.
Музей расположен по адресу: улица Б. Хмельницкого, 20. Он входит в состав Национального историко-этнографического заповедника «Переяслав».

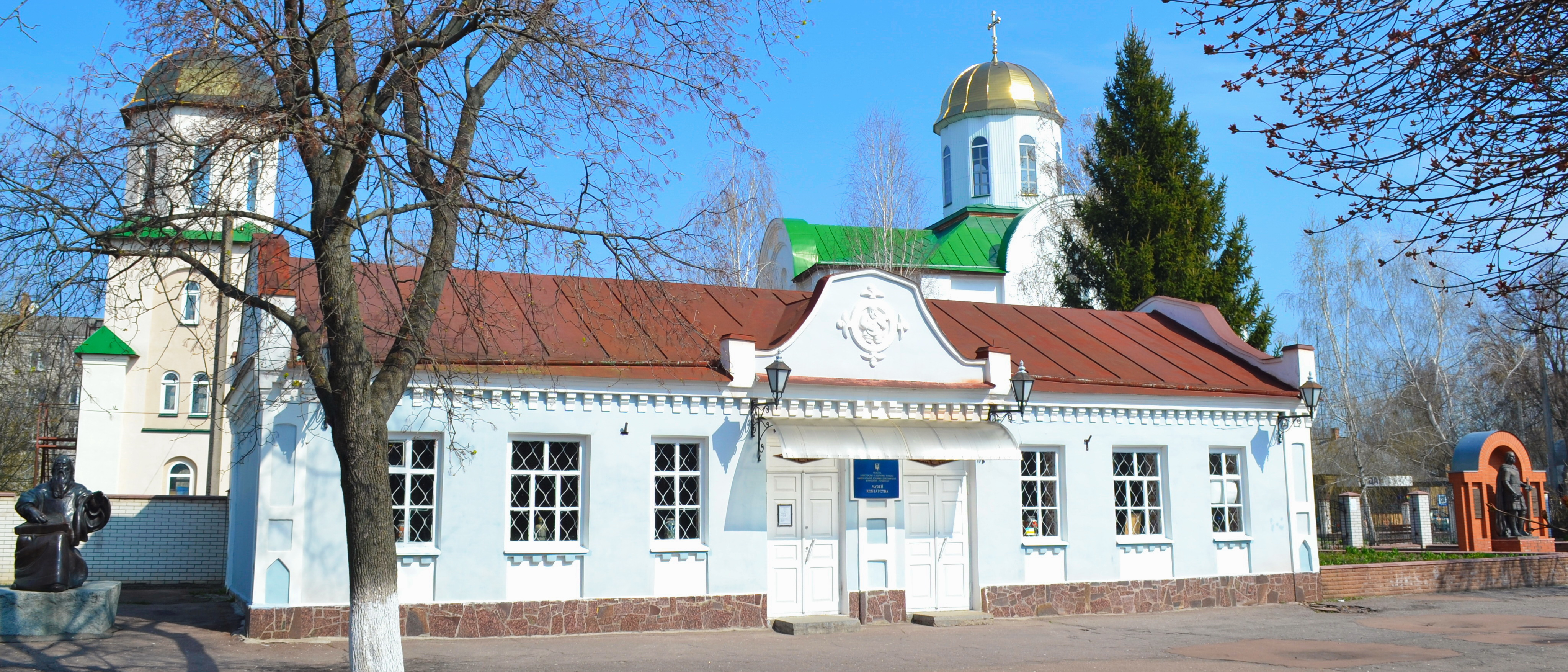
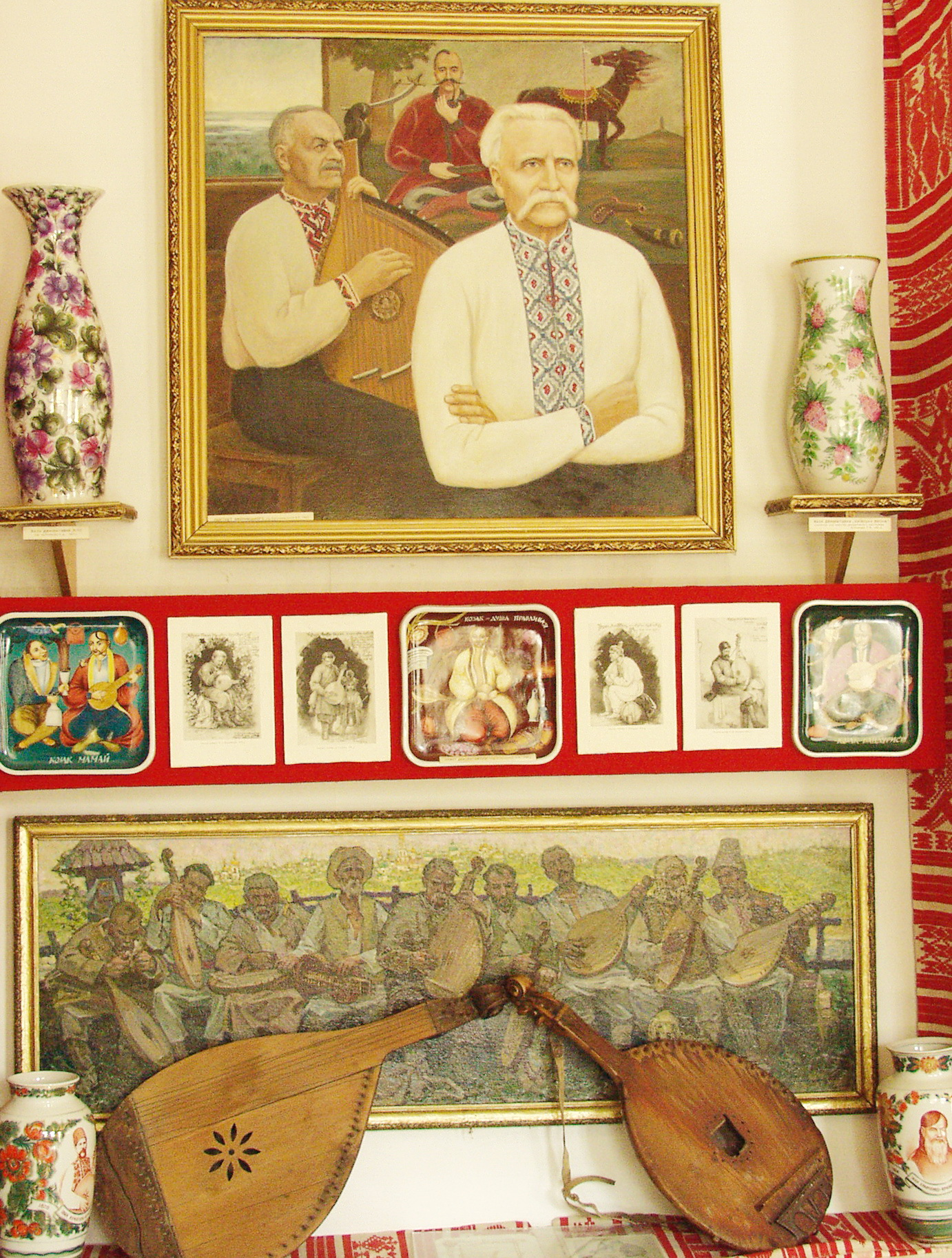
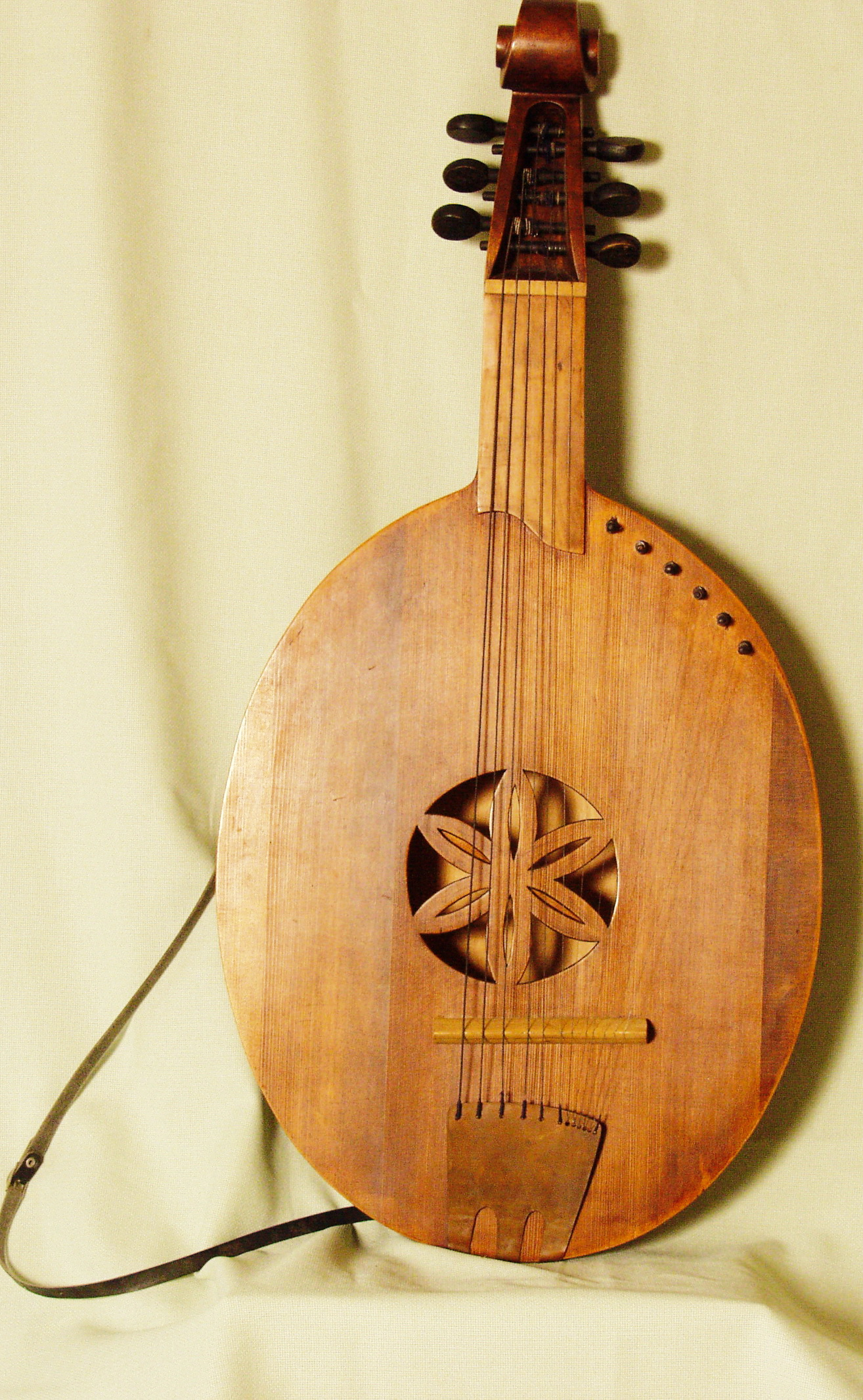